# Passo das Tunas
Passo das Tunas é um balneário localizado no rio Vacacaí. Dista 12 km do centro da cidade de Restinga Sêca, por ligação asfáltica, na divisa com o município de Formigueiro e é um dos mais belos e visitados balneários da região central do estado do Rio Grande do Sul.

## Descrição
Dispõe de uma boa infra-estrutura, com banheiros públicos, chuveiros ao ar livre, posto de atendimento da Brigada Militar, salva-vidas, atendimento ambulatorial, além de mercados, lancherias, bares, restaurante, sorveterias, diversas lojas de variedades, cancha de bocha, áreas para futebol de areia, vôlei, etc. Em sua vasta área verde localiza-se o camping, com área total de 32.895m2, com capacidade para 400 barracas, contando com abastecimento de água potável. Fora da área de camping há 225 residências.
Durante a temporada de veraneio há uma intensa programação de eventos, dentre shows, concursos de beleza, campeonatos de esportes, como vôlei, futebol, canoagem, etc. No primeiro domingo de fevereiro ocorre a festa de Nossa Senhora dos Navegantes. A extensa faixa de areia à beira d’água permite aos turistas aproveitarem ao máximo o sol, intercalando com os banhos, protegidos por salva-vidas.

## História
O loteamento balneário Passo das Tunas foi criado pela Lei Municipal nº 273/72, aprovada pela Câmara Municipal de Vereadores e sancionada pelo Prefeito Municipal Aldemar Müller. Conforme o texto, a municipalidade era autorizada a adquirir uma área de terras de propriedade do sr. Aldary Celestino Alves, localizada no Passo das Tunas, para formação e urbanização de um balneário.
A Lei Municipal nº 276/72, de iniciativa do Poder Legislativo, permitiu a aquisição da propriedade da sucessão Jorge Celestino Pessoa, transformada no Loteamento Balneário das Tunas. Em 1974, pela Lei Municipal nº 312/74, a Lei nº 276/72 foi tornada sem efeito e definiu-se a criação de uma zona urbana na porção de terra abrangida por aquela legislação. No início da década de 1980, foi inaugurada a rede de distribuição de energia elétrica, dinamizando a vida social no balneário e alavancando os investimentos públicos e privados no local.
A área de camping foi adquirida em março de 1987, pela Lei Municipal nº 601/87, e, em 1989, foram construídos os prédios dessa área e realizada a denominação das ruas do balneário. Em 18 de fevereiro de 1990, ocorreu a fundação da Associação dos Amigos da Praia das Tunas, cujo primeiro presidente foi Enio Correa Costa. Finalmente, em novembro de 2003, a Companhia Riograndense de Saneamento (Corsan), concluiu as obras de infraestrutura e iniciou o fornecimento de água potável na área urbana do balneário.

## Eventos
- Nossa Senhora dos Navegantes - a festa é organizada pela Associação dos Amigos da Praia das Tunas desde fevereiro de 2011, reeditando a antiga festa que ocorria nos anos 1960. De início, há uma procissão fluvial, que conta com a participação de diversos barcos decorados em homenagem a Nossa Senhora; em seguida, a procissão segue pela areia da praia e a imagem segue até a Gruta de Nossa Senhora Terezinha, onde acontece uma cerimônia religiosa.
- Canto do Vacacaí - evento realizado no inverno, fora da temporada, trata-se de um encontro de músicos nativistas, que trocam experiências e compõem músicas nativas que participarão de festivais nativistas no interior do Rio Grande do Sul. O evento é promovido pelo grupo de músicos "Os Tubunas" e já teve dois CDs gravados como prova de seu sucesso.[4]

## Balneabilidade
Nos meses de janeiro e fevereiro já foram registrados finais de semana com cerca de 10.000 turistas.
Em fevereiro de 2008, as águas de Passo das Tunas foram consideradas impróprias para banho devido aos altos índices de coliformes fecais encontrados nas águas (acima de mil coliformes fecais por 100 ml de água).
No entanto, em janeiro de 2009, segundo dados da FEPAM, a balneabilidade foi restabelecida.
Para a temporada de veraneio 2018/2019, a FEPAM divulgou boletins que consideram o balneário próprio para banho. 